# 小行星3905
小行星3905（3905 Doppler）是一颗绕太阳运转的小行星，为主小行星带小行星。该小行星于1984年8月28日发现。

## 轨道参数
小行星3905的轨道半长轴为2.5599936 UA，离心率为0.259。